# Antonella Bechi Piaggio
Antonella Bechi Luserna Piaggio (Roma, 2 novembre 1938 – Atlanta, 22 aprile 1999) è stata figlia adottiva di Enrico Piaggio e moglie di Umberto Agnelli.

## Biografia

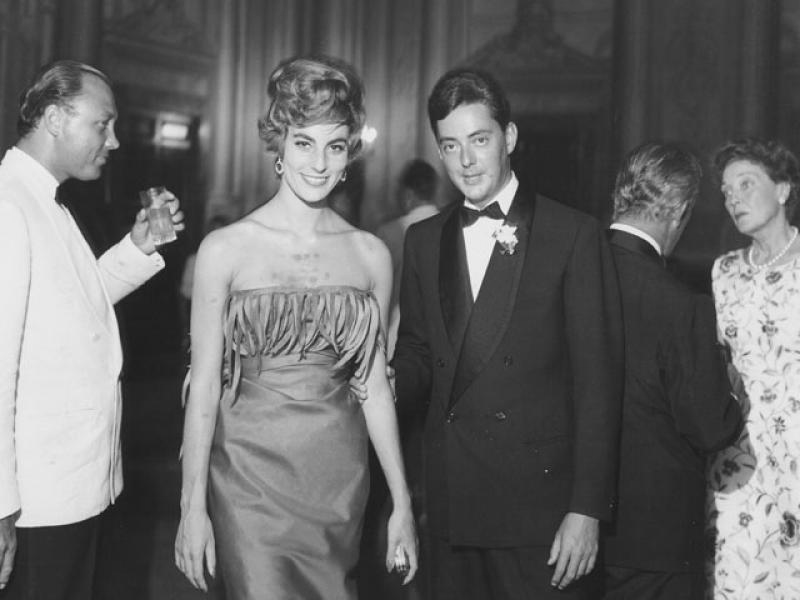
Antonella Bechi Piaggio e Umberto Agnelli nel 1960

Era figlia del tenente colonnello dei paracadutisti Alberto Bechi Luserna, comandante del IV battaglione del 187º Reggimento paracadutisti "Folgore", e della nobildonna Paola dei conti Antonelli.
Nata a Roma da una famiglia di origine toscana, fu successivamente adottata dal secondo marito della madre, l'industriale produttore dello scooter Vespa, Enrico Piaggio, e nel 1959 sposò l'industriale Umberto Agnelli, dal quale ebbe due gemelli (Alberto ed Enrico), nati nel 1962 e morti pochissimi giorni dopo la nascita e un figlio, Giovanni Alberto Agnelli, nato nel 1964; detto Giovannino e annunciato dallo zio Gianni Agnelli come erede prescelto per guidare l'azienda di famiglia, morì di cancro nel 1997 a soli 33 anni.
Antonella Bechi Piaggio divorziò da Umberto Agnelli nel 1974 e si risposò lo stesso anno con il duca Uberto Visconti di Modrone II, dal quale ebbe una figlia, Chiara. In quegli stessi anni si trasferì negli Stati Uniti d'America con la famiglia, tra cui Giovannino, ad Atlanta, in Georgia.
Poco dopo la morte del figlio Giovannino le venne proposto l'incarico di consigliere di amministrazione della Piaggio, che lei accettò, viaggiando spesso tra gli Stati Uniti e l'Italia.
Affetta da una grave forma di cardiopatia, morì nel 1999 all'età di 60 anni, ad Atlanta.

## Archivio storico
L'archivio storico "Antonella Bechi Piaggio", fortemente sostenuto in vita da Antonella e dal figlio Giovanni Alberto e conservato presso il Museo Piaggio Giovanni Alberto Agnelli a Pontedera, contiene oltre 150.000 documenti tra fotografie, audiovisivi, pubblicità d'epoca in diversi formati incluso il vasto fondo del personale dagli inizi dell'azienda fino agli anni settanta.

## Cultura popolare
Antonella Bechi Piaggio è tra i personaggi principali di Enrico Piaggio. Un sogno italiano, serie televisiva prodotta dalla Rai nel 2019 diretta da Umberto Marino, che racconta la storia dell'inventore della Vespa e della sua famiglia.